# Hambledon (Surrey)
Hambledon – wieś w Anglii, w hrabstwie Surrey, w dystrykcie Waverley. Leży 54 km na południowy zachód od centrum Londynu. Miejscowość liczy 765 mieszkańców.